# Tây du ký: Mối tình ngoại truyện 2
Tây du ký: Mối tình ngoại truyện 2 (tên gốc tiếng Trung: 西遊伏妖篇, còn được biết rộng rãi tại thị trường quốc tế với tên tiếng Anh: Journey to the West: The Demons Strike Back) là một bộ phim điện ảnh thuộc thể loại hài – hành động – kỳ ảo của Hồng Kông – Trung Quốc công chiếu vào năm 2017 do Từ Khắc đạo diễn, đồng sản xuất kiêm viết kịch bản cùng với Châu Tinh Trì. Là phần phim tiếp nối của bộ phim Tây du ký: Mối tình ngoại truyện ra mắt vào năm 2013, tác phẩm có sự tham gia diễn xuất của các diễn viên gồm Ngô Diệc Phàm, Lâm Canh Tân, Dương Nhất Uy, Ba Đặc Nhĩ, Diêu Thần và Lâm Doãn.
Tây du ký: Mối tình ngoại truyện 2 được công chiếu tại Trung Quốc bởi hãng phim Liên Thụy và Hoa Nghị huynh đệ vào ngày 28 tháng 1 năm 2017 dưới định dạng MX4D, 4DX, IMAX 3D và 3D. Tại Việt Nam, phim cũng được công chiếu vào ngày 28 tháng 1 năm 2017, tức mùng 1 Tết Nguyên Đán.

## Nội dung
Sau khi Đường Tăng thu phục được Tôn Ngộ Không, cùng hai đồ đệ khác là Trư Bát Giới và Sa Tăng, nhóm thầy trò lên đường sang Tây Thiên thỉnh kinh. Tuy nhiên bản chất yêu quái vẫn chưa mất đi khiến ba đồ đệ chưa hoàn toàn phục tùng sư phụ. Ngược lại Đường Tăng vẫn tiếc nuối mối tình dang dở với Đoàn tiểu thư và chưa quên được đại đồ đệ của mình đã giết chết nàng. Bốn thầy trò ngoài mặt biểu hiện rất hài hòa nhưng kỳ thực vẫn âm thầm đối kháng lẫn nhau.
Đường Tam Tạng tỉnh dậy và thấy mình là một người khổng lồ ở Thiên Trúc (Ấn Độ). Sư phụ của anh (Cheng Sihan) chúc mừng anh đã đến Thiên Trúc và lấy được Chân Kinh, và ban cho anh một quầng hào quang như là phần thưởng. Tuy nhiên, quầng hào quang gặp trục trặc và Đường Tăng thức dậy từ giấc mơ thấy mình đang nằm trong một con hẻm ở một ngôi làng biểu diễn xiếc với ba đồ đệ của mình. Đường Tăng bảo Tôn Ngộ Không biểu diễn cho dân làng xem, nhưng hắn từ chối. Tức giận bởi sự bướng bỉnh của hắn ta, Đường Tăng khiêu khích Tôn Ngộ Không bằng cách gọi hắn ta là "con khỉ thối" khiến Tôn Ngộ Không tức giận đập tan ngôi làng và làm hỏng nhà của dân. Những người dân làng sợ hãi biếu họ rất nhiều tiền và thức ăn cho chuyến đi của họ, nhưng Tôn Ngộ Không tiếp tục tàn phá, làm cho Trư Bát Giới và Sa Tăng bay trên không trung. Đêm đó, Đường Tăng đánh Tôn Ngộ Không vì tội không vâng lời.
Sáng hôm sau, Đường Tăng đang tìm nước để nấu cháo thì đi ngang qua một ngôi nhà. Chủ nhà, một nữ nhân xinh đẹp trong bộ trang phục lộng lẫy và các chị em của nàng ta, chào đón tất cả bọn họ và mời họ ăn sáng. Tuy nhiên, Tôn Ngộ Không thấy được chúng là Yêu Nhện; hắn cố ý khiêu khích chúng, cho đến khi nàng ta và đồng bọn hiện nguyên hình. Trong trận chiến sau đó, lũ nhện tạo thành một con nhện khổng lồ. Sau khi bị nhiễm độc bởi con nhện, Sa Tăng đổ bệnh và từ từ trở về hình dáng ban đầu, một con cá khổng lồ. Tôn Ngộ Không đánh bại con nhện, Đường Tăng cố gắng cảm hóa nó nhưng Ngộ Không đã giết con yêu quái bằng một cú đánh chí mạng vào đầu. Một lần nữa, Đường Tăng rất bực tức vì sự bất tuân của Tôn Ngộ Không. Tối hôm đó, Tôn Ngộ Không giận dữ thảo luận với các đồ đệ khác về kế hoạch giết Đường Tăng của mình, nhưng những đồ đệ lại sợ quyền năng Như lai thần chưởng của sư phụ. Đường Tăng nghe được cuộc trò chuyện này và cầu nguyện với Đức Phật để giúp đỡ anh ta và cũng thú nhận rằng anh ta thực sự không biết, hoặc có, quyền năng của Đức Phật. Trư Bát Giới nghe lỏm được và nói với Tôn Ngộ Không, người sau đó đã thách thức Đường Tăng đánh nhau với hắn. Khi Tôn Ngộ Không chuẩn bị tấn công, một tia sáng chói lòa tỏa sáng từ trên trời và hắn ta rút lui.
Ngày hôm sau, họ đến thành phố thủ đô của Bỉ Khâu Quốc và Quốc sư, Cửu Cung chân nhân đến chào họ và mang họ đến gặp Quốc vương: một người đàn ông tính tình trẻ con thích chơi trò chơi. Quốc vương ra lệnh cho Đường Tăng biểu diễn cho anh ta xem nhưng nhà sư không có gì để biểu diễn. Do đó Tôn Ngộ Không dán "bùa nghe lời" lên Đường Tăng cho phép anh ta làm theo hành động của hắn và thực hiện các pha nguy hiểm cho Quốc vương xem. Nhưng vì đùa quá trớn, Tôn Ngộ Không đã làm cho Đường Tăng tát Quốc vương liên tục. Đường Tăng ra lệnh Tôn Ngộ Không xin lỗi, nhưng thực ra Tôn Ngộ Không cố tình khiêu khích Quốc vương để làm cho hắn ta hiện nguyên hình là Hồng Hài Nhi. Họ đánh nhau và Tôn Ngộ Không đánh bại Hồng Hài Nhi, giải cứu Quốc vương thực sự của Bỉ Khâu Quốc từ một cái lồng dưới ngai vàng. Để cảm ơn vì đã cứu hắn ta, Quốc vương tặng họ một nàng ca nữ xinh đẹp, Tiểu Thiện để đi cùng họ trong chuyến du hành. Khi Tiểu Thiện nhảy cho họ xem, Đường Tăng đã ngay lập tức cảm mến vì nàng gợi nhớ đến người tình cũ, Đoàn tiểu thư.
Họ khởi hành và trên đường đi, Sa Tăng hắt hơi ra chất độc và quay trở lại hình dạng con người của mình. Tôn Ngộ Không cho rằng Tiểu Thiện là yêu tinh và muốn trừ khử nàng. Tuy nhiên, Đường Tăng không tin, vì vậy họ đến thăm nhà của Tiểu Thiện. Tôn Ngộ Không trở nên tức giận với sự thiếu tin tưởng của Đường Tăng dành cho hắn và đêm đó hắn đã phá hủy toàn bộ ngôi làng, giết chết tất cả mọi người. Đường Tăng ngăn hắn giết Tiểu Thiện, càng làm Tôn Ngộ Không giận dữ và tấn công Đường Tăng, nhưng cuối cùng Tiểu Thiện thú nhận rằng nàng ta thực ra là Bạch Cốt Tinh và toàn bộ ngôi làng là ảo giác mà nàng tạo ra. Tôn Ngộ Không càng thêm tức giận và sau đó biến thành một con khỉ đột khổng lồ rồi nuốt Đường Tăng. Lúc đó, Quốc sư và Hồng Hài Nhi đến và thấy rằng con khỉ đã mắc mưu họ.
Họ đã cố tình cho Tiểu Thiện đi cùng với các thầy trò để gây xung đột giữa Đường Tăng và Tôn Ngộ Không, rồi Tôn Ngộ Không sẽ giết sư phụ của mình. Tuy nhiên, Tôn Ngộ Không nhổ Đường Tăng ra, bởi họ đã biết điều này ngay từ đầu nhưng cố tình diễn theo vở kịch để Quốc sư hiện nguyên hình. Họ đánh nhau và Quốc sư tạo ra ảo ảnh của nhiều Như Lai Phật Tổ, dùng chúng để đánh nhau với Tôn Ngộ Không. Tuy nhiên, Đức Phật thật dùng lòng bàn tay khổng lồ của mình để tiêu diệt các Phật giả và tiết lộ danh tính thực sự của Quốc sư là Cửu Đầu Kim Điêu (Đại bàng chín đầu).
Sau trận chiến, Đường Tăng quay lại tìm Tiểu Thiện. Anh không có lựa chọn nào ngoài việc giải phóng linh hồn của nàng vì ma khí quá nặng. Tiểu Thiện thú nhận nàng thực sự đã yêu Đường Tăng. Khi nàng hỏi Đường Tăng liệu có yêu mình không, anh trả lời rằng trong trái tim mình không thể chứa được người thứ hai. Sự thù địch giữa Đường Tăng và Tôn Ngộ Không cuối cùng đã được hóa giải. Cả bốn thầy trò tiếp tục hành trình thỉnh kinh đến Tây Thiên qua sa mạc.

## Diễn viên
- Ngô Diệc Phàm vai Đường Tăng[11]
- Lâm Canh Tân vai Tôn Ngộ Không[11]
- Diêu Thần vai Cửu Cung chân nhân
- Lâm Doãn vai Tiểu Thiện
- Dương Nhất Uy vai Trư Bát Giới[11]
- Ba Đặc Nhĩ vai Sa Tăng[11]
- Vương Lệ Khôn vai Yêu Nhện
- Bao Bối Nhĩ vai Quốc vương
- Uông Đạc vai Trư Bát Giới đẹp trai
- Da Peng vai Lão sư
- Cheng Sihan vai sư phụ của Đường Tăng
- Thư Kỳ vai Đoàn tiểu thư[11]

## Sản xuất
Quá trình quay phim chính diễn ra bắt đầu từ tháng 10 năm 2015. Đây là dự án lớn đầu tiên mà Châu Tinh Trì và Từ Khắc hợp tác thực hiện, trước đó Từ Khắc chỉ xuất hiện với một vai diễn khách mời nhỏ trong phim điện ảnh Mỹ nhân ngư. Châu Tinh Trì đảm nhiệm phần kịch bản cũng như sản xuất của phim, trong khi đó Từ Khắc đóng vai trò đạo diễn điện ảnh. 

## Phát hành
Tây du ký: Mối tình ngoại truyện 2 được công chiếu tại Trung Quốc vào ngày 28 tháng 1 năm 2017, vào đúng ngày đầu tiên của dịp Tết Âm lịch. Tháng 12 năm 2016, hãng Sony Pictures đã có bản quyền phân phối bộ phim tại Mỹ, Canada, Anh Quốc, Úc, New Zealand và một số quốc gia châu Á ngoài Trung Quốc đại lục như Đài Loan, Singapore, Malaysia, Brunei, Thái Lan, Philippines, Việt Nam, Lào và Campuchia. Phim được chiếu cùng ngày với Trung Quốc, tức ngày 28 tháng 1 năm 2017 tại Malaysia, Việt Nam, Singapore, Campuchia, Úc và New Zealand. Anh Quốc và Mỹ được công chiếu sau vào ngày 3 tháng 2 năm 2017, còn Indonesia, Philippines và Thái Lan thì lần lượt được ra mắt sau đó.

## Tiếp nhận

### Doanh thu phòng vé
Tây du ký: Mối tình ngoại truyện 2 được công chiếu vào ngày 28 tháng 1 năm 2017, thu về tổng cộng 50–52 triệu USD trong ngày đầu tiên ra mắt. Số liệu từ nhóm thống kê Entgroup cho biết phim được công chiếu tổng cộng 103.065 suất và tới 8,7 triệu khán giả vào ngày thứ bảy, tức ngày mà phòng vé Trung Quốc hút khách nhất. Con số này đã tạo kỷ lục mới cho doanh thu phim nội địa trong một ngày chiếu cao nhất ở Trung Quốc, vốn trước đó thuộc về Mỹ nhân ngư vào năm 2016. Trước đó, phim cũng thu về ước tính 1,5 triệu USD từ suất chiếu đặc biệt vào đêm thứ sáu. Tây du ký: Mối tình ngoại truyện 2 tiếp tục thu về 30,4 triệu USD vào ngày chủ nhật, tức ngày công chiếu thứ hai, nâng tổng doanh thu hai ngày lên 80,3 triệu USD, một số tài liệu khác lại đưa ra con số lên tới 83 triệu USD. Con số này phá kỷ lục tổng doanh thu cao nhất trong hai ngày thứ bảy và chủ nhật đầu tiên công chiếu tại Trung Quốc trước đó mà phim điện ảnh Hollywood Star Wars: Thần lực thức tỉnh đã đạt được một năm trước đó. Ở định dạng IMAX, bộ phim đã đạt kỷ lục doanh thu ngày ra mắt với 4,2 triệu USD từ 390 suất chiếu và đồng thời cũng là phim điện ảnh có doanh thu IMAX ra mắt ngày Tết Nguyên Đán cao nhất ở quốc gia này. Tổng doanh thu IMAX của phim xếp thứ ba sau Warcraft: Đại chiến hai thế giới và Fast & Furious 7.

### Đánh giá chuyên môn
Trên hệ thống tổng hợp kết quả đánh giá Rotten Tomatoes, phim nhận được 50% lượng đồng thuận dựa theo 10 bài đánh giá, với điểm trung bình là 5,4/10. Cây viết Tuấn Lương từ Zing chấm cho phim 4/5 điểm cùng lời tựa, "Tây du ký: Mối tình ngoại truyện 2 đem tới nhiều tiếng cười hài hước như nhiều tác phẩm trước đây của Châu Tinh Trì và thêm một lần nữa chứng tỏ tài năng của danh hài Hoa ngữ."